# ریچی فالکونر
ریچی فالکونر (زاده ۱ ژوئیه ۱۹۸۰) گیتاریست انگلیسی است. فالکونر متولد لندن است. او در اولین کارهای حرفه‌ای خودش درگروه‌هایی همچون درتی دیدس، وودو سیکس، ایس مافیا و لارن هریس کار کرد. در ۲۰ آوریل ۲۰۱۱ او به عنوان گیتاریست جانشین کی کی داوینگ در گروه جوداس پریست شد. اولین اجرای او با جوداس پریست در ۲۵ می سال ۲۰۱۱ در امریکن ایدل بود؛ و اهنگ‌های «زندگی پس از نیمه شب» و «قانون شکنی» را با گروه اجرا نمود. وی اولین آلبوم خود را با گروه جوداس پریست در سال ۲۰۱۴ به عنوان «احیا کننده ارواح» منتشر کرد.

## آلبوم‌ها
- Deeds – Blown (۲۰۰۲)
- Voodoo Six – Feed My Soul (۲۰۰۶)
- لارن هریس – Calm Before the Storm (۲۰۰۸)
- Ace Mafia – Vicious Circle (۲۰۰۹)
- Parramon – Dead People (2010)
- کریستوفر لی – Charlemagne: The Omens of Death (2013) (Arranger 7 of 10 tracks)
- Primitai – Rise Again (2013) (guest appearance)
- جوداس پریست – Redeemer of Souls (۲۰۱۴)